# 東秋留村
東秋留村（ひがしあきるむら）は東京都の西部、西多摩郡に属していた村である。

## 地理
現在のあきる野市、旧秋川市の東部に位置する。
- 河川：多摩川、秋川、平井川

## 歴史
村名は、かつて存在した秋留郷の東部に位置したため東秋留村となった。

### 沿革
- 1889年（明治22年）4月1日 - 町村制施行により、神奈川県西多摩郡雨間村、野辺村、小川村、二宮村、平沢村が合併し西多摩郡東秋留村が成立する。
- 1893年（明治26年）4月1日 - 西多摩郡が南多摩郡、北多摩郡とともに東京府へ編入する。
- 1943年（昭和18年）7月1日 - 東京都制施行。
- 1955年（昭和30年）4月1日 - 東秋留村は西秋留村、多西村とともに合併し秋多町が発足。東秋留村は消滅。

変遷表
| 1868年 以前 | 1868年 以前 | 明治22年 4月1日 | 昭和30年 4月1日 | 昭和47年 5月5日   | 平成7年 9月1日 | 現在       |
| ----------- | ----------- | --------------- | --------------- | ----------------- | -------------- | ---------- |
|             | 雨間村      | 東秋留村        | 秋多町          | 秋川市に 市制改称 | あきる野市     | あきる野市 |
|             | 野辺村      | 東秋留村        | 秋多町          | 秋川市に 市制改称 | あきる野市     | あきる野市 |
|             | 小川村      | 東秋留村        | 秋多町          | 秋川市に 市制改称 | あきる野市     | あきる野市 |
|             | 二宮村      | 東秋留村        | 秋多町          | 秋川市に 市制改称 | あきる野市     | あきる野市 |
|             | 平沢村      | 東秋留村        | 秋多町          | 秋川市に 市制改称 | あきる野市     | あきる野市 |

## 大字
- 雨間（あめま）
- 野辺（のべ）
- 小川（おがわ）
- 二宮（にのみや）
- 平沢（ひらさわ）

## 交通

### 鉄道
- 日本国有鉄道（ → 東日本旅客鉄道）
  - ■五日市線
    - 東秋留駅